# اشتباكات درعا 2020
كانت اشتباكات درعا 2020 حادثة مسلحة بين مقاتلين معارضين متحالفين مع الجيش السوري الحر وقوات الحكومة السورية في محافظة درعا جنوب سوريا. بدأت الاشتباكات بعد عملية أمنية حكومية ضد خلايا الجيش السوري الحر في محافظة درعا التي كانت نشطة منذ 2018 بعد هزيمة قوات المعارضة في المحافظة مع فقدانهم كل السيطرة الإقليمية في جنوب سوريا. وبالإضافة إلى الاشتباكات المسلحة بين مقاتلي الجيش السوري الحر والقوات الحكومية، فقد وقعت عدة احتجاجات صغيرة في جنوب سوريا دعمًا لأعمال الجيش السوري الحر في الصنمين، والتي كانت المحور الرئيسي للاشتباكات.
يعتقد أن المقاتلين المتورطين في الهجوم هم من المعارضة السابقة التي استسلمت للحكومة في 2018، وكذلك من الذين السابقين الذين انشقوا إلى الحكومة، وكانوا يعملون ضد الحكومة من الداخل.

## الاشتباكات
في 1 مارس 2020، شن الجيش السوري عملية أمنية ضد خلايا المعارضة في الصنمين، مما أدى إلى قتال عنيف أودى بحياة ثلاثة مدنيين. وردًا على العملية العسكرية، نفذت المعارضة هجمات في ريف درعا الغربي والشرقي. هاجمت المعارضة حاجزًا للجيش في حي جيلين السكني بضاحية غرب مدينة درعا واستولت عليه. كما أسر مقاتلو الجيش الحر جنديين في الكرك الشرقي وأغلقوا الطرق غرب درعا. كما دار القتال في بلدة طفس حيث قتل ثلاثة من المعارضة بنيران الدبابات.
لقد قتل جندي أمام منزله في درعا البلد على أيدي مسلحين مجهولين وعُثر على جثث ثلاثة جنود في الريف الغربي.
في اليوم التالي، قُتل سبعة من المعارضة وسبعة مدنيين في الاشتباكات في الصنمين، عندما تم التوصل إلى اتفاق بوساطة روسية لمقاتلي المعارضة الذين لم يرغبوا في المصالحة مع الحكومة ليتم نقلهم إلى منطاق تسيطر عليها المعارضة شمال البلاد. تم إجلاء 21 من المعارضة في 3 مارس إلى الباب.